# Lophothericles magnus
Lophothericles magnus är en insektsart som beskrevs av Marius Descamps 1977. Lophothericles magnus ingår i släktet Lophothericles och familjen Thericleidae. Inga underarter finns listade i Catalogue of Life.